# Jan Kolařík
Jan Kolařík (* 21. ledna 1968 Vyškov) je český herec.
Vyrůstal v Drnovicích, do Brna se se svou rodinou přestěhoval v 10 letech. Od roku 1982 hrál v dětském studiu tamního Divadla na provázku. V roce 1989 absolvoval dramatický obor na brněnské konzervatoři. Jeho divadelní působení je těsně spjaté s Divadlem Husa na provázku (do roku 1990 Divadlo na provázku). Ještě během studia se od roku 1988 objevoval na jeho jevišti, přičemž po několikaleté těsné externí spolupráci zde získal v roce 1991 stálé angažmá, ve kterém zůstal do roku 1994. I poté však s divadlem externě spolupracoval a později se do něj vrátil.
Od roku 1994 uvádí ranní vysílání na Rádiu Krokodýl, věnuje se také další rozhlasové práci. Představil se v několika celovečerních filmech (např. Posel, Hastrman, Havel, Chyby). V televizi debutoval již v roce 1985, od té doby hrál v několika televizních filmech a seriálech (např. Detektiv Martin Tomsa, Četnické humoresky). Po roce 2010 se začal v televizních seriálech objevovat častěji (např. První republika, Rédl, Rapl, Devadesátky, Dobré ráno, Brno!). Od 90. let 20. století se také věnuje dabingu.